# 小山栄美
小山 栄美（こやま てるみ、1970年（昭和45年）1月3日 - ）は、日本の囲碁棋士。神奈川県出身、日本棋院所属、加藤正夫名誉王座門下、七段。女流名人戦優勝4期など。小山竜吾七段は夫、小山空也七段は実子、小山鎮男八段は義父、旧名「西田栄美」｢小山滿鶴｣。

## 経歴
アマチュア女流強豪で、碁会所を共同経営していた母を持ち、5歳で囲碁を教わる。大森泰志や鈴木伊佐男とは、同じ碁会所仲間。
1985年に日本棋院院生となる。1987年入段。1989年二段。1992年三段。1990年女流本因坊戦挑戦者決定戦進出。1993年、上智大学文学部社会学科卒業、同年6月小山竜吾四段（当時）と結婚。1994年四段。1996年、女流名人戦で加藤朋子に挑戦し、2-1で初タイトル獲得、以後3連覇。同1996年、日中スーパー囲碁に先鋒として出場、五段、11月に初子を出産、棋道賞女流賞。1997年、NEC俊英戦で加藤充志、山田規三生らを破り、決勝で楊嘉源に敗れて準優勝となったが、女流棋戦以外で初の女流棋士による決勝進出となった。
1999年11月に小山滿鶴に改名。2002年小山栄美に改名、同年第1回正官庄杯女流選手権に出場。2005年、女流名人戦優勝。2006年、通算300勝達成。2008年、第1回ワールドマインドスポーツゲームズ女子団体戦の日本代表として出場し、銅メダル獲得。2009年六段。2023年七段、テイケイグループ杯女流レジェンド戦で準優勝。

### タイトル歴
- 女流名人戦 1996-98、2005年

登場回数 7回　獲得合計 4期

### その他の棋歴
- 日中スーパー囲碁
  - 1997年 0-1 （×豊雲）
- 正官庄杯世界女子囲碁最強戦
  - 2006年 0-1 （×朴鋕恩）
- ワールドマインドスポーツゲームズ 2008年 女子団体戦3位
- NEC俊英囲碁トーナメント戦 準優勝 1997年
- テイケイグループ杯女流レジェンド戦 準優勝 2023年